# 夏目イサク
夏目 イサク（なつめ イサク、7月30日 - ）は、日本の漫画家。女性。血液型はO型。兵庫県出身、大阪府在住。趣味は読書と旅行。

## 略歴
- 2000年、『ハッピーヘブン』が第107回LMSベストルーキー賞を受賞し、『LaLaDX』（白泉社）2001年1月号に掲載されデビュー。
- 2001年、『SUPER MASTER』が第27回LMGゴールドデビュー賞を受賞し、『LaLa』（同）2001年10月号に掲載。
- 2003年に発表した『ノーカラー』がデビュー作ということになっている[3]。
- 2013年、デビュー10周年を記念したスペシャルブック『夏目イサク ファンブック』が発売された[4]。
- 2016年、『飴色パラドックス』が「全国書店員が選んだおすすめBLコミック2016」で9位を受賞[5]。
- 2019年3月に「デビュー15周年記念展」を開催[6]。

## 人物
美味しいものが大好きで、なんでも食べる。
ボーイズラブとの出会いは小学6年生の時に姉の友達から同人誌が回ってきた時である。樹なつみや田村由美、清水玲子の世界観が好き。

## 作品リスト

### 連載・シリーズ
- ノーカラーシリーズ
  - ノーカラー（『ディアプラス』2003年11月号[8]）
  - ストロボ（『ディアプラス』2004年3月号[9]）
  - アンダーオーバー（『ディアプラス』2004年7月号[10]）
  - ドリーバック（『ディアプラス』2005年1月号[11]）
  - パノラマ（『ディアプラス』2005年6月号[12]）
- どうしようもないけれどシリーズ
  - どうしようもないけれど（『ディアプラス』2005年9月号[13]）
  - ホントのことはわからない（『ディアプラス』2006年1月号[14]）
  - たりないものはひとつだけ（『ディアプラス』2006年3月号[15]・4月号[16]）
  - だから今もこれからも（『ディアプラス』2006年7月号[17]）
  - 内緒の話は明日まで（『ディアプラス』2006年10月号[18]・11月号[19]）
  - たぶんきっとあの時に（『ディアプラス』2007年1月号[20]）
  - みんなの街の電気屋さん（『ディアプラス』2007年4月号[21]）
  - 春なので（『ディアプラス』2007年5月号[22]・6月号[23]）
  - どうしようもないけれど リターンズ（『ディアプラス』2008年10月号[24]）
  - ドラマCD『どうしようもないけれど』アフレコレポート（『ディアプラス』2009年3月号[25]）
- フリーパンチ（『ディアプラス』2007年7月号[26]・8月号[27]）
- タイトロープ（『ディアプラス』2008年1月号[28]、2008年7月号[29] - 2008年9月号[30]） - 読み切り掲載後、連載。
  - タイトロープ アニメDVDアフレコレポート（『ディアプラス』2012年6月号[31]・7月号[32]）
- あやかり草紙（『ウィングス』2008年4月号[33] - 2014年12月号[注釈 1]） - 『ウィングス』初掲載作品[33]。読み切りとして掲載後[33]、不定期連載[44]。
- シュガーコード（『ディアプラス』2009年1月号[45]・8月号[46] - 2009年12月号[47]）
- 飴色パラドックス（『ディアプラス』2010年1月号[48] - 2012年6月号[49]→『シェリプラス』2014年ハルvol.12[50] - 連載中）
  - 飴色パラドックス ドラマCDアフレコレポート（『ディアプラス』2011年8月号[51]）
- ハウスバッカー（『BLink』2011年創刊号[52] - ） - 単行本は新書館より刊行。
- いかさまメモリ（『シェリプラス』vol.1[53] - 2013年ナツvol.9[54]）
  - CD「いかさまメモリ」アフレコレポート（『ディアプラス』2014年6月号[55]）
- ハートの隠れ家（『ディアプラス』2012年9月号[56] - 2015年8月号[57]）
  - ハートの隠れ家 ドラマCD第2巻アフレコレポート（『ディアプラス』2015年11月号[58]）
- 花恋つらね（『ディアプラス』2015年12月号[59][60] - 2024年3月号[61]） - 連載前の仮タイトルは「てんてれつく（仮）」[62]。
- 熱帯デラシネ宝飾店（原作：嬉野君、『ウィングス』2016年6月号[63] - 連載中[注釈 2]）

### 読み切り
- ハッピーヘブン（『LaLaDX』2001年1月号）
- SUPER MASTER（『LaLa』2001年10月号）
- 明日ノ君ニ告ゲヨウ（『LaLaDX』2001年11月号）

### イラスト
新書館〈ディアプラス文庫〉
- 臆病な背中（著：おのにしこぐさ、2006年2月刊[64]、全1巻）
- 純情アイランド（著：砂原糖子、2006年8月刊[65]、全1巻）
- 好きになってはいけません（著：桜木知沙子、2008年1月刊[66]、全1巻）
- どっちにしても俺のもの（著：久我有加、2008年4月刊[67]、全1巻）
- 初心者マークの恋だから（著：いつき朔夜、2008年9月刊[68]、全1巻）
- ハッピーボウルで会いましょう（著：名倉和希、2013年4月刊[69]、全1巻）
- 藍苺畑でつかまえて（著：小林典雅、2013年6月刊[70]、全1巻）
- 全寮制男子校のお約束事（著：砂原糖子、2014年12月刊[71]、全1巻）

新書館〈ウィングス文庫〉
- ペテン師一山400円（著：嬉野君、2009年4月刊[72]、全1巻）
- 弾丸のデラシネ（著：嬉野君、2017年2月 - 刊、既刊2巻） - 『熱帯デラシネ宝飾店』の前日譚小説。

### アンソロジー
- 是-ZE- ファンブック（2010年4月25日発売[73]）
- 生徒会長に忠告公式アンソロジー（2013年4月25日発売[74]）

### その他
- 『ディアプラス』ライバル特集 イラスト（『ディアプラス』2006年8月号[75]）
- 『ディアプラス』ツンデレ受特集 イラスト（『ディアプラス』2008年12月号[76]）
- 萌え男子がたり 第2弾（2010年12月2日発売[77]）
- 東日本大震災被災地への応援メッセージ・イラスト（リブレ出版公式サイト、2011年[78]）
- マンガ家と作るBLポーズ集（5）友達から恋人へ篇（2013年4月16日発売[79]） - 監修担当。
- 『ディアプラス』ネクタイ特集 コミック（『ディアプラス』2013年12月号[80]）
- はじめてのボーイズラブ」特集（『on BLUE』vol.22[81]）
- BLクリエイターズ 甘くてエロスなセカイを描くBL漫画家67人（2019年4月19日発売[82]）
- COMIC MARKET 45th Anniversary Book（2020年12月28日発売[83]） - 「コミックマーケット」の45周年を記念したイラスト集。

### 書籍
記事が存在するものは、それを参照。
新書館〈ディアプラス・コミックス〉
- 『ノーカラー』2005年11月28日発売[84]、ISBN 4-403-66127-0、全1巻
- 『どうしようもないけれど』2007年、全2巻
  1. 2007年2月28日発売[85]、ISBN 978-4-403-66165-5
  2. 2007年11月30日発売[86]、ISBN 978-4-403-66186-0
- 『タイトロープ』2008年12月25日発売、全1巻
- 『フリーパンチ』2009年8月27日発売[87]、ISBN 978-4-403-66255-3、全1巻
  1.     - 「絡陽館ワイドショウ」併録。
- 『シュガーコード』2010年8月30日発売[88]、ISBN 978-4-403-66283-6、全1巻
- 『飴色パラドックス』2011年[89] - 、既刊7巻（2025年5月1日現在）
- 『いかさまメモリ』2012年 - 2013年、全2巻
  1. 2012年4月28日発売[90]、ISBN 978-4-403-66344-4
  2. 2013年10月30日発売[91]、ISBN 978-4-403-66405-2
- 『ハートの隠れ家』2013年 - 2015年、全4巻
  1. 2013年5月30日発売、[92]、ISBN 978-4-403-66386-4
  2. 2013年12月28日発売、[93]、ISBN 978-4-403-66411-3
  3. 2015年1月30日発売、[94]、ISBN 978-4-403-66457-1
  4. 2015年9月30日発売、[95]、ISBN 978-4-403-66487-8
- 『花恋つらね』2016年 - 2024年、全10巻
  1. 2016年5月30日発売[96][97]、ISBN 978-4-403-66522-6
  2. 2017年3月1日発売[98]、ISBN 978-4-403-66559-2
  3. 2018年4月2日発売[99]、ISBN 978-4-403-66626-1
  4. 2019年2月1日発売[100]、ISBN 978-4-403-66667-4
  5. 2020年2月1日発売[101]、ISBN 978-4-403-66714-5
  6. 2020年12月28日発売[102]、ISBN 978-4-403-66755-8
  7. 2021年9月1日発売[103]、ISBN 978-4-403-66783-1
  8. 2022年7月1日発売[104]、ISBN 978-4-403-66820-3
  9. 2023年10月2日発売[105]、ISBN 978-4-403-66885-2
  10. 2024年6月3日発売[106]、ISBN 978-4-403-66933-0
- 『夏目イサク全集』2019年、全3巻
  1. 2019年11月1日発売[107][108]、ISBN 978-4-403-66701-5
    - 『ダッシュ!』『ノーカラー』を収録。

  2. 2019年12月2日発売[109]、ISBN 978-4-403-66709-1
    - 『どうしようもないけれど』『春なので』シリーズを収録。

  3. 2019年12月28日発売[110]、ISBN 978-4-403-66713-8
    - 『タイトロープ』『シュガーコード』を収録。
- 『ハウスバッカー』2020年8月3日発売[111]、ISBN 978-4-403-66737-4
  1.     - 「アイとセイシュンの日々」「アイと逃走の日々」「甘い香りがするんです。」「ケーキ屋さんのバレンタインデイ」「君といつまでも」併録。

新書館〈ウィングスコミックス〉
- 『あやかり草紙』2011年 - 2014年、全2巻
  1. 2011年8月25日発売[112][113]、ISBN 978-4-403-62120-8
  2. 2014年12月25日発売[114][115]、ISBN 978-4-403-62184-0
- 『熱帯デラシネ宝飾店』2017年 - 、既刊6巻（2023年4月26日現在）
  1. 2017年2月25日発売[116][117]、ISBN 978-4-403-62235-9
  2. 2018年4月25日発売[118]、ISBN 978-4-403-62261-8
  3. 2019年2月25日発売[119]、ISBN 978-4-403-62278-6
  4. 2020年8月25日発売[120]、ISBN 978-4-403-62308-0
  5. 2021年12月25日発売[121]、ISBN 978-4-403-62334-9
  6. 2023年4月26日発売[122]、ISBN 978-4-403-62357-8